# Baixo superprofundo
| Tipo de Voz  | Tipo de Voz |
| Feminino     | Masculino   |
| ------------ | ----------- |
| Soprano      | Tenor       |
| Meio-soprano | Barítono    |
| Contralto    | Baixo       |

Baixo Superprofundo ou Baixo Profundo Dramático é o timbre mais grave masculino, com um registro raríssimo, que abarca cerca de duas oitavas abaixo da média, alcançando notas muito graves, o timbre é uma continuação do baixo profundo com um registro grave muito extenso. Sua tessitura usual é do A1 ao C4, muitas vezes descendo até F1. Mas em sua forma mais grave e mais rara, chega a C1, ou mais.
Na Rússia e nos países eslavos é muito comum ouvir essa classificação vocal em cantores chamados oktavistas(oktavist) que possuem um alcance vocal extremamente profundo como Mikhail Zlatopolsky e Alexander Ort, ambos atingindo um C1 em peito.
Esse tipo de voz é tão profundo que, juntamente com J. D. Sumner, Zlatopolsky foi uma vez recordista de nota mais grave já cantada, com um C1 de peito.

## Oktavistas famosos
- Mikhail Zlatopolsky (Rússia)
- Alexander Ort (Rússia)
- Vladimir Miller (Rússia)
- Glenn Miller (EUA)
- Ioannis Tsoumaris (Grécia)

## Papéis nas Óperas
- Il Commendatore, Don Giovanni de Wolfgang Amadeus Mozart
- Hagen, Götterdämmerung por Richard Wagner
- Heinrich, Lohengrin de Richard Wagner
- Gurnemanz, Parsifal de Richard Wagner
- Fafner, Das Rheingold e Siegfried de Richard Wagner
- Marke, Tristan und Isolde de Richard Wagner
- Hunding, Die Walküre de Richard Wagner
- O Varangian (Viking), Sadko por Nikolai Rimsky-Korsakov
- O Grande Inquisidor, Don Carlo de Giuseppe Verdi
- Claggart, Billy Budd por Benjamin Britten